# フィービ (軽巡洋艦)
|          | |
| 艦歴     | |
| 起工     | 1937年9月2日                                                                                                |
| 進水     | 1939年3月25日                                                                                               |
| 就役     | 1940年9月27日                                                                                               |
| 退役     | 1953年3月14日                                                                                               |
| その後   | スクラップとして売却                                                                                        |
| 性能諸元 | |
| 排水量   | 5,600トン 満載：6,850トン                                                                                   |
| 全長     | 156 m |
| 全幅     | 15.4 m |
| 吃水     | 4.3 m |
| 速力     | 32ノット |
| 航続距離 | 2,414 km（30ノット） 6,824 km（15ノット）                                                                   |
| 乗員     | 480名 |
| 兵装     | 5.25インチ連装砲 4基 4インチ砲 1門 0.5インチ4連装機関銃 2基 4連装ポムポム砲 3基 3連装21インチ魚雷発射管 2基 |
| 装甲     | 舷側 3インチ（76.19mm） 甲板 1インチ（25.4mm） 砲塔 2インチ（50.8mm） 隔壁 1インチ（25.4mm）                |

フィービ (HMS Phoebe, 43) はイギリス海軍の軽巡洋艦。ダイドー級。

## 艦歴
「フィービ」はフェアフィールド社で1937年9月2日に起工され、1939年3月25日に進水、1940年9月27日に就役した。
1941年4月に地中海の第7巡洋艦戦隊に編入され、地中海で活動。8月27日、バルディアの北でイタリア軍のサヴォイア・マルケッティ SM.79雷撃機による攻撃を受け右舷側に魚雷1本が命中し、死者8名を出した。アメリカ合衆国のブルックリン海軍工廠で1941年11月から修理が行われ、翌年5月にイギリスに戻った。1942年の夏に地中海に戻り、マルタへの船団護衛などをおこなった。1942年10月23日、フランス領赤道アフリカへ向かう途中コンゴ川河口の沖でドイツ潜水艦「U161」に雷撃され大破した。「フィービ」は1943年6月までアメリカで修理をおこなった。10月、地中海に戻りエーゲ海の作戦に参加した。1944年5月、東洋艦隊に編入されアンダマン諸島やサバン、ニコバル諸島に対する攻撃に加わった。
1945年1月、ビルマの戦いに参加。アキャブへの上陸作戦（ライトニング作戦）では砲撃部隊に加わったが、日本軍が撤退済みであったため出番はなかった。1月21日ラムリー島への上陸作戦（マタドール作戦）で砲撃を実施。続いてチェドバ島上陸作戦（サンキー作戦）に参加。5月にはラングーン上陸作戦に加わった。
第二次世界大戦後は5年間地中海艦隊に所属した。1956年にスクラップとして売却され解体された。